# البرت مانتکا
البرت مانتکا (انگلیسی: Albert Manteca؛ زادهٔ ۱۰ ژوئن ۱۹۸۸) بازیکن فوتبال اهل اسپانیا است.
از باشگاه‌هایی که در آن بازی کرده‌است می‌توان به باشگاه فوتبال سنت پولتن و باشگاه فوتبال سلتاویگو اشاره کرد.